# Rick James
Rick James, eg. James Ambrose Johnson Jr., född 1 februari 1948 i Buffalo, New York, död 6 augusti 2004 i Burbank, Kalifornien, var en amerikansk sångare, basist, pianist och låtskrivare. Hans största hit var Super Freak 1981. Den remixades 1990 för MC Hammers "U Can't Touch This".

## Biografi
Rick James föddes som det tredje av åtta barn. Hans far var bilbyggare och lämnade familjen. Hans mamma var före detta dansare. Hans morbror var Melvin Franklin i The Temptations. 16 år gammal deserterade han från marinreserven efter att börjat missa helgträning då det krockade med musikkarriären. Han flydde till Toronto sommaren 1964 under namnet Ricky Matthews. Utifrån gruppen Sailorboys var James med och skapade bandet The Mynah Birds. I bandet spelade även Neil Young. 1966 fick bandet ett kontrakt med Motown men detta bröts sedan James arresterats för sin desertering. Singeln "It's My Time" b/w "Go Ahead And Cry" stoppades strax innan den skulle släppas. 
1968 blev James låtskrivare och producent hos Motown och arbetade med grupper som Smokey Robinson and The Miracles, Bobby Taylor and the Vancouvers och The Spinners. 1969 flyttade han till Los Angeles och bildade bandet Salt, Pepper, 'N' Cocaine. 
1977 återkom James till Motown som låtskrivare och producent. Han började själv spela in och 1978 kom hans debutalbum Come Get It med genombrottslåten "You and I". 1979 släppte han två album: Bustin' Out of L Seven och Fire It Up. 1981 kom Street Songs med hans signaturmelodi "Super Freak". Andra hits från Street Songs är "Give It to Me Baby", "Fire and Desire" och "Ghetto Life". Med albumet Cold Blooded 1983 fick han en stor hit med titelspåret.
Rick James använde under många år kokain. Han satt under två år i Folsom Prison och släpptes ut 1995. Han fick en stroke under en konsert 1998 vilket stoppade hans fortsatta musikkarriär. Han hittades död 6 augusti 2004 i sitt hem av sin vårdare. Han dog av hjärtproblem som en följd av sitt mångåriga missbruk.

## Diskografi
Studioalbum
- 1978: Come Get It!
- 1979: Bustin' Out of L Seven
- 1979: Fire It Up
- 1980: Garden Of Love
- 1981: Street Songs
- 1982: Throwin' Down
- 1983: Cold Blooded
- 1984: Reflections
- 1985: Glow med sången Can't Stop
- 1986: The Flag
- 1988: Wonderful
- 1989: Kickin'
- 1997: Urban Rapsody
- 2007: Deeper Still

Samlingsalbum (urval)
- 1994: Bustin' Out: The Very Best of Rick James
- 1997: The Ultimate Collection
- 2002: Anthology
- 2005: Gold